# A Brit Virgin-szigetek az 1984. évi téli olimpiai játékokon
A Brit Virgin-szigetek a jugoszláviai Szarajevóban megrendezett 1984. évi téli olimpiai játékok egyik részt vevő nemzete volt. Az országot az olimpián 1 sportágban 1 sportoló képviselte, aki viszont érmet nem szerzett. A Brit Virgin-szigetek először vett részt a téli olimpiai játékokon.

## Gyorskorcsolya
Férfi
| Versenyző     | Versenyszám | Eredmény | Helyezés |
| ------------- | ----------- | -------- | -------- |
| Erroll Fraser | 500 m       | 43,47    | 40.      |
| Erroll Fraser | 1000 m      | 1:30,59  | 42.      |